# 베를린 플렌터발트역
베를린 플렌터발트역(독일어: Bahnhof Berlin Plänterwald)은 베를린 트레프토쾨페니크구 플렌터발트에 있는 베를린 S반의 철도역이다. 베를린-괴를리츠선상에 위치해 있다.
1937년에도 트레프토어 파르크역과 바움슐렌베크역 사이에 역사를 건설할 계획이 있었으며, 계획된 이름은 담베크(Dammweg)역이었다. 제2차 세계대전 등으로 인하여 계획이 근시일에 실현되지는 못했다. 동독 시기인 1956년 6월 3일에 개업했다. 대합실 건물은 한 해 뒤에 건설되었으며, 북동쪽 방면으로만 출구가 개설되어 있다. 남서쪽 방면으로의 또 다른 출구 개설은 계획 과정에서 취소되었으며, 역세권 일대는 녹지가 대부분을 차지하고 남서쪽 출구는 서베를린에 너무 가까웠기 때문이다. 통일 이후에도 추가 출입구 개설 계획은 설립되지 않았다.
1999년에 트레프토어 파르크-바움슐렌베크 구간의 궤도 보수 공사 과정에서 그 해 5월 31일부터 12월 20일까지 임시로 영업이 중단되었다. 이 시기에 에스컬레이터와 엘리베이터가 설치되었다.

## 인접 철도역
베를린 버스 165, 166, 377, N60, N65, N77번과 환승할 수 있다.
| 베를린 S반                              | 베를린 S반 | 베를린 S반                        |
| --------------------------------------- | ---------- | --------------------------------- |
| 트레프토어 파르크 비르켄베르더 방면     | S8         | 바움슐렌베크 그뤼나우·빌다우 방면 |
| 트레프토어 파르크 바이트만슬루스트 방면 | S85        | 바움슐렌베크 그뤼나우·빌다우 방면 |
| 트레프토어 파르크 슈판다우 방면         | S9         | 바움슐렌베크 BER 공항 방면        |